# Porkeris kommuna
Porkeris kommuna is een gemeente in het zuidoosten van het eiland Suðuroy, op de Faeröer. Porkeri is de enige plaats in de gemeente.